# Um Assassinato, um Mistério e um Casamento
Um assassinato, um mistério e um casamento, nos EUA  (A Murder, a Mystery, and a Marriage) é um conto escrito por Mark Twain em 1876.